# Изабела дьо Валоа (1313 – 1383)
Вижте пояснителната страница за други личности с името Изабела Валоа.
Изабела дьо Валоа (на френски: Isabelle de Valois; * 1313, † 26 юли 1383, Париж, Кралство Франция) от династията Валоа, е чрез женитба херцогиня на Бурбон.

## Произход
Тя е дъщеря на граф Шарл Валоа (1270 – 1325) и третата му съпруга Марго дьо Шатийон-Сен Пол (1293 – 1358). По бащина линия е внучка на френския крал Филип III и Исабела Арагонска. Сестра е на Бланка Валоа (1316 – 1348), която през 1328 г. се омъжва за император Карл IV. Еднокръвна сестра е на френския крал Филип VI.

## Семейство и деца
На 25 януари 1336 г. Изабела се омъжва за Пиер I дьо Бурбон (1311 – 1356), херцог на Бурбон (1341 – 1356). Той е убит на 19 септември 1356 г. в битката при Поатие. След смъртта на нейния съпруг тя влиза в манастир. Техните деца са:
- Луи II дьо Бурбон (* 1337, † 1410), 3-ти херцог на Бурбон
- Жана дьо Бурбон (* 1338, † 1378), ∞ 1350 крал Шарл V Мъдрия
- Бланш (* 1339, † 1361), ∞ 1352 Педро I Жестоки, крал на Кастилия и Леон
- Бона (* 1341, † 1402), ∞ 1355 Амадей VI, граф на Савоя
- Катерина (* 1342, † 1427), ∞ 1359 Жан VI († 1388), граф на Харкурт и Омал
- Маргерита (* 1344, † сл. 1416), ∞ 1359 Арно-Аманийо д’Албре, господар на Албре, граф на Дрьо
- Изабела (* 1345)
- Мария (* 1347, † 1401), в манастира на Пуаси